# Das schreckliche Mädchen
Das schreckliche Mädchen é um filme de drama alemão de 1990 dirigido e escrito por. Foi indicado ao Oscar de melhor filme estrangeiro na edição de 1991, representando a Alemanha.

## Elenco
- Lena Stolze - Sonja
- Hans-Reinhard Müller - Juckenack
- Monika Baumgartner - Mãe de Sonja
- Elisabeth Bertram - Avó de Sonja
- Michael Gahr - Paul Rosenberger
- Robert Giggenbach - Martin
- Fred Stillkrauth - Tio de Sonja
- Barbara Gallauner - srta. Juckenack
- Udo Thomer - Schulz